# Cypriotisch-Orthodoxe Kerk
De Cypriotisch-Orthodoxe Kerk of Kerk van Cyprus (Grieks: Εκκλησία της Κύπρου, Ekklēsía tês Kýprou, Turks: Kıbrıs Kilisesi) is een autocefaal kerkgenootschap op het eiland Cyprus. Ze maakt deel uit van de oosters-orthodoxe kerken.

## Geschiedenis
Haar oprichting wordt volgens de overlevering rechtstreeks toegeschreven aan de apostelen Barnabas, Paulus en Marcus (45). Sinds het Concilie van Efeze (431) is deze kerk autocefaal. Ze heeft door de eeuwen heen een belangrijke rol gespeeld in de geschiedenis, de cultuur en de samenleving van het eiland.

## Organisatie en huidige situatie
De Cypriotisch-Orthodoxe Kerk wordt geleid door een aartsbisschop, wiens zetel zich te Nicosia bevindt. De zetel was sinds 7 november 2022 vacant na het overlijden van Chrysostomos II, aartsbisschop van Nieuw-Justiniana en geheel Cyprus. Sinds 24 december 2022 is Georgios III de nieuwe aartsbisschop.
Naast het aartsbisdom Nicosia telt de kerk negen metropoliën, drie bisdommen en vier titulaire bisdommen:

### Metropoliën
1. de Metropolie van Paphos en exarchaat van Arsinoe en Romaeon (zetel: Paphos)
2. de Metropolie van Kition en exarchaat van Larnaca en Lefkara (zetel: het huidige Larnaca)
3. de Metropolie van Keryneia en exarchaat van Lapithos en Karavas (zetel: Latsia, aangezien Keryneia onder Turkse bezetting is)
4. de Metropolie van Limasol, Amathus en Kourion (zetel: Limasol)
5. de Metropolie van Morfou en Soloi (zetel: Evrychou, aangezien Morfou onder Turkse bezetting is)
6. Metropolis van Constantia en Ammochostos
7. Metropolis van Kykkos en Tillyria
8. Metropolis van Tamassos en Oreini
9. Metropolis van Trimithous

### Bisdommen
1. Bisdom van Karpasia
2. Bisdom van Arsinoe
3. Bisdom van Amathus

### Titulaire bisdommen
1. Bisdom van Ledra
2. Bisdom van Kytros
3. Bisdom van Neapolis
4. Bisdom van Mesaoria

Het overgrote deel van de Grieks-Cyprioten is aangesloten bij de Cypriotisch-Orthodoxe Kerk.